# استوارت خانواده‌اش را نجات می‌دهد
استوارت خانواده‌اش را نجات می‌دهد (به انگلیسی: Stuart Saves His Family) فیلمی محصول سال ۱۹۹۵ و به کارگردانی هارولد ریمیس است. در این فیلم بازیگرانی همچون ال فرنکن، لورا سن جاکومو، وینسنت دن آفریو، شرلی نایت، هریس یولین، لزلی بون، کرت فولر، جولیا سویینی، جو فلاهرتی و رابین دوک ایفای نقش کرده‌اند.